# カミル・グリク
カミル・ヤツェク・グリク（Kamil Jacek Glik, 1988年2月3日 - ）は、ポーランド・ヤストシェンビェ＝ズドルイ出身のサッカー選手。ポーランド代表。KSクラコヴィア所属。ポジションはDF。

## 経歴

### クラブ
ポーランドのクラブを経て2年間のスペイン（UDオラダーダ、レアル・マドリードC）でのプレーの後、ポーランド1部・GKSピアスト・グリヴィツェに移籍、プロデビューを果たす。2009年には代表に招集されるなどポーランドで成長を見せ、西欧のクラブから注目を集めた。
2010年7月、シモン・ケアーの後釜を探していたイタリアのUSチッタ・ディ・パレルモに移籍。しかしほとんど出場機会を得られず1月にASバーリへ期限付き移籍。2011年7月、トリノFCに共同保有形式で移籍。
2016年7月4日、ASモナコに移籍した。
2020年8月11日、ベネヴェント・カルチョと3年契約を結んだことが発表された。

### 代表
2018 FIFAワールドカップに出場する代表メンバーに選出された。
UEFA EURO 2020に出場する代表メンバーに選出された。
2022 FIFAワールドカップに出場する代表メンバーに選出された。

## 代表歴

### 出場大会
- ポーランド代表
  - 2018 FIFAワールドカップ
  - 2022 FIFAワールドカップ

### 試合数
- 国際Aマッチ 103試合 6得点（2010年-2022年）[7]

| ポーランド代表 | 国際Aマッチ | 国際Aマッチ |
| 年             | 出場        | 得点        |
| -------------- | ----------- | ----------- |
| 2010           | 7           | 1           |
| 2011           | 4           | 0           |
| 2012           | 4           | 1           |
| 2013           | 7           | 0           |
| 2014           | 7           | 1           |
| 2015           | 7           | 0           |
| 2016           | 13          | 0           |
| 2017           | 6           | 1           |
| 2018           | 8           | 0           |
| 2019           | 9           | 1           |
| 2020           | 6           | 1           |
| 2021           | 11          | 0           |
| 2022           | 13          | 0           |
| 通算           | 103         | 6           |

## タイトル
モナコ
- リーグ・アン：2016-17